# Tryonia myriophylla
Tryonia myriophylla là một loài dương xỉ trong họ Pteridaceae. Loài này được Olof Swartz mô tả khoa học đầu tiên năm 1817.